# Exochus fasciatus
Exochus fasciatus är en stekelart som beskrevs av Gabriel Strobl 1903. Exochus fasciatus ingår i släktet Exochus och familjen brokparasitsteklar. Inga underarter finns listade i Catalogue of Life.